# Austrolimnophila discoboloides
Austrolimnophila discoboloides är en tvåvingeart som beskrevs av Alexander 1947. Austrolimnophila discoboloides ingår i släktet Austrolimnophila och familjen småharkrankar. Inga underarter finns listade i Catalogue of Life.